# Barsac (Drôme)
Barsac település Franciaországban, Drôme megyében. Lakosainak száma 152 fő (2022. január 1.). Barsac Solaure en Diois, Aurel, Die, Ponet-et-Saint-Auban, Pontaix, Sainte-Croix és Vercheny községekkel határos.

## Népesség
A település népességének változása:
| Lakosok száma | 135  | 111  | 116  | 163  | 155  | 144  | 138  | 139  | 143  | 152  |
|               | 1968 | 1982 | 1990 | 2006 | 2013 | 2015 | 2017 | 2019 | 2020 | 2022 |